# Søster Lerche
Søster Lerche (14. marts 1658 i København – 29. marts 1729 på Årsmarke, Hunseby Sogn) var en dansk adelsdame og godsejer.

## Biografi
Søster Lerche var datter af stiftamtmand Cornelius Pedersen Lerche (1615-81) og Anne Kirstine Friis (død 1659). Faderen blev adlet 1660 og var en succesfuld embedsmand i den tidlige enevælde. Han begyndte desuden at opbygget en anselig godsmængde på Lolland.
Søster Lerche ægtede i en alder af 19 år Eggert Christopher Knuth, en mecklenburgsk adelsmand, der var kommet til landet, efter at hans yngre broder Adam Levin Knuth var trådt i tjeneste hos den senere kong Christian 5. Parret var velanset ved hoffet, og Knuth avancerede hastigt i rang. 1681 købte han godserne Årsmarke og Bandholmgård på Lolland efter svigerfaderen. Senere udvidede han besiddelserne med bl.a. hovedgården Binnitze og den senere Maribo Ladegaard samt flere kirker og tilhørende landgildegods. Da ægtemanden døde i 1697 var Søster Lerche 39 år, og hun overtog da styrelsen af de lollandske godser og opdragelse og anbringelse af de otte levende af i alt ti børn, syv døtre og tre sønner, der var født mellem 1678 og 1691:
Anna Christine (1678), Charlotte Amalie (1679), Christian Frederik (1681), Elisabeth Sophie (1682), Cornelia (1684), Elisabeth Sophie (1685), Adam Christopher (1687), Jakobine Ernestine (1689), Jakob Levin (1690) og Eleonore Margrethe (1691).
Lerche huskes i eftertiden som en effektiv administrator af godserne, og hun blev medejer og i 1701 eneejer af Havløkkegård, et mindre gods i nabolaget. Derudover erhvervede hun pakhuse i ladepladsen Bandholm og tiende fra Hillested Sogn. I ansøgninger til kongen og i retssager forsvarede hun effektivt sine fæsteres interesser samtidig med, at hun håndhævede sine rettigheder over for bønder og ridefoged.
Året efter ægtefællens død førte hun hans plan om oprettelse af en skole ud i livet, og da skolegangen efterhånden blev ustabil, forbedrede hun i en ny fundats fra 1723 det økonomiske grundlag for undervisningen. 1715 etableretede hun et hospital i Hunseby for otte fattige, og hun skænkede altersølv til Hunseby Kirke.
Ligeledes var hun dygtig til at pleje sine børns interesser, bl.a. i en indviklet arvesag efter deres farbroder. Hun fik døtrene gift ind i rigets førende familier, mens de to levende sønner fik tidens bedste uddannelser først på Sorø Ridderlige Akademi, dernæst ved studier i Holland og England.
Kronen på hendes værk var oprettelsen i 1714 af grevskabet Knuthenborg til den da eneste levende søn Adam Christopher Knuth. Hun opholdt sig fortrinsvis på Årsmarke, nu kaldet Knuthenborg, og i hovedstaden. Hun var en fortjenstfuld og målrettet adelsdame, og erindringen om "denne Dames Fornuft i sin Husholdning, Gavmildhed mod de trængende og Gudsfrygt" forblev levende i resten af 1700-tallet.